# Codifica colori cavi elettrici
La codifica colori dei cavi elettrici è un sistema utilizzato in Italia per la marcatura e il riconoscimento di cavi elettrici energia (impianti civili pubblici e privati e impianti industriali) e di cavi elettrici telecomunicazioni (impianti pubblici e privati).

## Descrizione generale
Le motivazioni possono essere riassunte come segue:
Regole utilizzabili a livello internazionaleregole semplici e facilmente utilizzabili anche a livello internazionale (quando condivise), prescindendo perciò lingua e costumi locali, per cablare un determinato impianto, sia per la fornitura di alimentazione elettrica, sia per effettuare connessioni dati.
Aumento della sicurezzaaumentare la sicurezza di chi sta operando su di un impianto, parlando in particolare di impianti elettrici di energia, rendendo più facilmente rilevabile la configurazione del cablaggio, il tipo di uso dei cavi e - importantissimo - le tensioni elettriche (non i livelli, ma le "fasi" e i "neutri") presenti sui conduttori.
Supporto agli aspetti tecnicipermettere la connessione in modo omogeneo e congruente di sezioni diverse di un cablaggio, sia pubblico - ovvero realizzato da società di telecomunicazione / di fornitura di energia elettrica per connettere l'utenza -, sia privato - ovvero realizzato all'interno di edifici per connettere, ad esempio, il PABX aziendale ai singoli apparecchi telefonici o per fornire alimentazione elettrica in tutti i locali di un appartamento.
Da tutto ciò, risulta evidente la criticità di rispettare l'ordine delle connessioni al momento che vengono giuntate tra di loro sezioni diverse del cablaggio, anche in considerazione della complessità di alcune tipi di impianti e – come nel caso delle connessioni elettriche a uso telefonico - della quantità di coppie di fili (doppini) che possono essere contenute in ciascun cavo (vengono correntemente utilizzati cavi da 100, 200, ..., 1.000, 1.200, ... coppie).
Esistono Codifiche Colori differenziate per tipo di impianti; ne citiamo alcune:
- Tabella colori impianti antifurto
- Tabella colori impianti automotive
- Tabella colori impianti citofonici
- Tabella colori impianti elettrici energia
- Tabella colori impianti fibre ottiche
- Tabella colori impianti reti locali (LAN)
- Tabella colori impianti telefonici

## Impianti citofonici: tabella Codice Colori CEI
Le norme CEI 46-5, stabiliscono per i conduttori elettrici dei cavi multifilo, un preciso codice colore.
Ovvero, l'individuazione e la conseguente numerazione dei cavi nell'ambito di un cavo multifilo (per esempio, i cavi multifilo a uso citofonico), sono gestite tramite una codifica a colori; così ogni conduttore è contraddistinto da una guaina di differente colore, sia a tinta unita, sia a strisce alternate di due diversi colori.
Viene di seguito riportata la tabella di codifica per cavi a uso citofonico fino a 20 fili.

## Impianti elettrici energia: tabella Codice Colori CEI
Le norme CEI 16-4 / EN 60446 (Individuazione dei conduttori tramite colori o codici numerici) stabiliscono per i cavi elettrici energia, un preciso codice colore.
Ovvero, la destinazione d'uso e la conseguente individuazione di un cavo, è gestita tramite una codifica a colori; così ogni conduttore è contraddistinto da una guaina o da una colorazione di differente colore, sia a tinta unita, sia a strisce alternate di due diversi colori.

## Fibra ottica: tabella Codice Colori ANSI/TIA/EIA-598
Fibre individuali in un contesto multi-cavo in fibra, sono spesso distinte le une dalle altre dal colore del rivestimento di ogni singola fibra; il sistema di identificazione è basato sullo standard ANSI/TIA/EIA-598.

## Reti locali (LAN): tabella Codice Colori ANSI/TIA/EIA-568
La specifica fa parte degli standard che definiscono come devono essere attestati i conduttori elettrici, sui connettori destinati ai servizi telefonici e di trasmissione dati; il sistema di identificazione è basato sullo standard ANSI/TIA/EIA-568, nelle sue due attuali varianti "A" e "B".

## Impianti telefonici: tabella Codice Colori CEI
Le norme CEI 46-5 / IEC 189-2 / EN 60708:2005 (Individuazione dei conduttori tramite colori o codici numerici) stabiliscono per i fili elettrici dei cavi multicoppia, un preciso codice colore.
Ovvero, l'individuazione e la conseguente numerazione dei doppini nell'ambito di un cavo multicoppie (per esempio, i cavi multicoppia a uso telefonico), sono gestite tramite una codifica a colori; così ogni conduttore è contraddistinto da una guaina di differente colore, sia a tinta unita, sia a strisce alternate di due diversi colori.
Viene di seguito riportata la tabella di codifica per cavi a uso telefonico fino a 120 coppie.